# Grande Prêmio da África do Sul de 1976
Resultados do Grande Prêmio da África do Sul de Fórmula 1 realizado em Kyalami em 6 de março de 1976. Segunda etapa da temporada, teve como vencedor o austríaco Niki Lauda, da Ferrari, que subiu ao pódio ladeado por James Hunt e Jochen Mass, pilotos da McLaren-Ford.

## Classificação da prova
| Pos. | Nº | Piloto             | Construtor         | Voltas | Tempo/Diferença | Grid | Pontos |
| ---- | -- | ------------------ | ------------------ | ------ | --------------- | ---- | ------ |
| 1    | 1  | Niki Lauda         | Ferrari            | 78     | 1:42:18.4       | 2    | 9      |
| 2    | 11 | James Hunt         | McLaren-Ford       | 78     | + 1.3           | 1    | 6      |
| 3    | 12 | Jochen Mass        | McLaren-Ford       | 78     | + 45.9          | 4    | 4      |
| 4    | 3  | Jody Scheckter     | Tyrrell-Ford       | 78     | + 1:08.4        | 12   | 3      |
| 5    | 28 | John Watson        | Penske-Ford        | 77     | + 1 volta       | 3    | 2      |
| 6    | 27 | Mario Andretti     | Parnelli-Ford      | 77     | + 1 volta       | 13   | 1      |
| 7    | 16 | Tom Pryce          | Shadow-Ford        | 77     | + 1 volta       | 7    |        |
| 8    | 9  | Vittorio Brambilla | March-Ford         | 77     | + 1 volta       | 5    |        |
| 9    | 4  | Patrick Depailler  | Tyrrell-Ford       | 77     | + 1 volta       | 6    |        |
| 10   | 5  | Bob Evans          | Lotus-Ford         | 77     | + 1 volta       | 23   |        |
| 11   | 18 | Brett Lunger       | Surtees-Ford       | 77     | + 1 volta       | 20   |        |
| 12   | 34 | Hans-Joachim Stuck | March-Ford         | 76     | + 2 voltas      | 17   |        |
| 13   | 21 | Michel Leclère     | Wolf-Williams-Ford | 76     | + 2 voltas      | 22   |        |
| 14   | 22 | Chris Amon         | Ensign-Ford        | 76     | + 2 voltas      | 18   |        |
| 15   | 24 | Harald Ertl        | Hesketh-Ford       | 74     | + 4 voltas      | 24   |        |
| 16   | 20 | Jacky Ickx         | Wolf-Williams-Ford | 73     | + 5 voltas      | 19   |        |
| 17   | 30 | Emerson Fittipaldi | Fittipaldi-Ford    | 70     | Motor           | 21   |        |
| Ret  | 2  | Clay Regazzoni     | Ferrari            | 52     | Motor           | 9    |        |
| Ret  | 26 | Jacques Laffite    | Ligier-Matra       | 49     | Motor           | 8    |        |
| Ret  | 17 | Jean-Pierre Jarier | Shadow-Ford        | 28     | Radiador        | 15   |        |
| Ret  | 8  | José Carlos Pace   | Brabham-Alfa Romeo | 22     | Pressão do óleo | 14   |        |
| Ret  | 6  | Gunnar Nilsson     | Lotus-Ford         | 18     | Embreagem       | 25   |        |
| Ret  | 7  | Carlos Reutemann   | Brabham-Alfa Romeo | 16     | Pressão do óleo | 11   |        |
| Ret  | 10 | Ronnie Peterson    | March-Ford         | 15     | Acidente        | 10   |        |
| Ret  | 15 | Ian Scheckter      | Tyrrell-Ford       | 0      | Acidente        | 16   |        |

## Tabela do campeonato após a corrida
| Pos. | Piloto            | Pontos |
| ---- | ----------------- | ------ |
| 1    | Niki Lauda        | 18     |
| 2    | Patrick Depailler | 6      |
| 3    | James Hunt        | 6      |
| 4    | Jochen Mass       | 5      |
| 5    | Jody Scheckter    | 5      |

| Pos. | Construtor   | Pontos |
| ---- | ------------ | ------ |
| 1    | Ferrari      | 18     |
| 2    | Tyrrell-Ford | 9      |
| 3    | McLaren-Ford | 7      |
| 4    | Shadow-Ford  | 4      |
| 5    | March-Ford   | 3      |

- Nota: Somente as primeiras cinco posições estão listadas. A temporada de 1976 foi dividida em dois blocos de oito corridas onde cada piloto descartaria um resultado. Neste ponto esclarecemos: na tabela dos construtores figurava somente o melhor colocado dentre os carros do mesmo time.